# World RX de Italia 2015
El World RX de Italia 2015, oficialmente Rallycross of Italy fue la duodécima prueba de la Temporada 2015 del Campeonato Mundial de Rallycross. Se celebró del 17 al 18 de octubre de 2015 en el Autodromo di Franciacorta ubicada en la comuna de Franciacorta, Lombardía, Italia. Esta prueba del campeonato compartió fecha con el Campeonato de Europa de Rallycross.
La prueba fue ganada por Andreas Bakkerud quien consiguió su primera victoria de la temporada a bordo de su Ford Fiesta ST, Johan Kristoffersson término en segundo lugar en su Volkswagen Polo y Petter Solberg finalizó tercero con su Citroën DS3.
En RX Lites, el sueco Kevin Eriksson consiguió su segunda victoria en la temporada, fue acompañado en el podio por su compatriota Kevin Hansen y el noruego Joachim Hvaal.

## Supercar

### Series
| Pos.            | No. | Piloto               | Equipo                          | Auto                | H1   | H2   | H3   | H4   | Pts |
| --------------- | --- | -------------------- | ------------------------------- | ------------------- | ---- | ---- | ---- | ---- | --- |
| 1               | 3   | Johan Kristoffersson | Volkswagen Team Sweden          | Volkswagen Polo     | 1.º  | 2.º  | 2.º  | 9.º  | 16  |
| 2               | 21  | Timmy Hansen         | Team Peugeot-Hansen             | Peugeot 208         | 6.º  | 3.º  | 11.º | 2.º  | 15  |
| 3               | 1   | Petter Solberg       | SDRX                            | Citroën DS3         | 2.º  | 1.º  | 34º  | 1.º  | 14  |
| 4               | 13  | Andreas Bakkerud     | Olsbergs MSE                    | Ford Fiesta ST      | 10.º | 11.º | 3.º  | 5º   | 13  |
| 5               | 4   | Robin Larsson        | Larsson Jernberg Racing Team    | Audi A1             | 9.º  | 14.º | 6.º  | 3.º  | 12  |
| 6               | 15  | Reinis Nitišs        | Olsbergs MSE                    | Ford Fiesta ST      | 15.º | 17.º | 1.º  | 8.º  | 11  |
| 7               | 42  | Timur Timerzyanov    | Namus OMSE                      | Ford Fiesta ST      | 3.º  | 5.º  | 10.º | 18.º | 10  |
| 8               | 92  | Anton Marklund       | EKS RX                          | Audi S1             | 11.º | 8.º  | 12.º | 7.º  | 9   |
| 9               | 17  | Davy Jeanney         | Team Peugeot-Hansen             | Peugeot 208         | 12.º | 15.º | 4.º  | 21º  | 8   |
| 10              | 99  | Tord Linnerud        | Volkswagen Team Sweden          | Volkswagen Polo     | 17.º | 7.º  | 15.º | 15.º | 7   |
| 11              | 33  | Liam Doran           | SDRX                            | Citroën DS3         | 34.º | 4.º  | 13.º | 4.º  | 6   |
| 12              | 7   | Manfred Stohl        | World RX Team Austria           | Ford Fiesta         | 30   | 9.º  | 8.º  | 12.º | 5   |
| 13              | 57  | Toomas Heikkinen     | Marklund Motorsport             | Volkswagen Polo     | 8.º  | 6.º  | DNF  | 6.º  | 4   |
| 14              | 45  | Per-Gunnar Andersson | Marklund Motorsport             | Volkswagen Polo     | 21.º | DNF  | 5.º  | 11.º | 3   |
| 15              | 88  | Henning Solberg      | Eklund Motorsport               | Volkswagen Beetle   | 28.º | 13.º | 14.º | 34º  | 2   |
| 16              | 65  | Guerlain Chicherit   | JRM Racing                      | BMW MINI Countryman | 16.º | 22.º | DNF  | 19.º | 1   |
| 17              | 62  | Gaëtan Sérazin       | Gaëtan Sérazin                  | Peugeot 208         | 32.º | 22.º | 19.º | 29.º |     |
| 18              | 31  | Max Pucher           | World RX Team Austria           | Ford Fiesta         | 29º  | 27º  | 31.º | 28º  |     |
| 19              | 110 | Gianni Morbidelli    | All-Inkl.com Münnich Motorsport | Audi S3             | 36º  | 26º  | 28º  | 27º  |     |
| 20              | 77  | René Münnich         | All-Inkl.com Münnich Motorsport | Audi S3             | 20.º | DNF  | DNF  | DNF  |     |
| 21              | 177 | Andrew Jordan        | EKS RX                          | Audi S1             | 31.º | DNS  | DNS  | DNS  |     |
| 22              | 25  | Gigi Galli           | Gigi Galli                      | Kia Rio             | DNS  | DNS  | DNS  | DNS  |     |
| Reporte Oficial |     |                      |                                 |                     |      |      |      |      |     |

- Los 22 pilotos mundialistas disputaron los heats junto a los pilotos del Campeonato de Europa, haciendo que en cada heat corrieran un total de 41 pilotos.

### Semifinales
Semifinal 1
| Pos.            | No. | Piloto               | Equipo                       | Tiempo    | Pts |
| --------------- | --- | -------------------- | ---------------------------- | --------- | --- |
| 1               | 3   | Johan Kristoffersson | Volkswagen Team Sweden       | 04:45.665 | 6   |
| 2               | 1   | Petter Solberg       | SDRX                         | +2.994    | 5   |
| 3               | 42  | Timur Timerzyanov    | Namus OMSE                   | +5.285    | 4   |
| 4               | 4   | Robin Larsson        | Larsson Jernberg Racing Team | +7.919    | 3   |
| 5               | 33  | Liam Doran           | SDRX                         | +8.568    | 2   |
| 6               | 17  | Davy Jeanney         | Team Peugeot-Hansen          | +41.632   | 1   |
| Reporte Oficial |     |                      |                              |           |     |

Semifinal 2
| Pos.            | No. | Piloto           | Equipo                 | Tiempo     | Pts |
| --------------- | --- | ---------------- | ---------------------- | ---------- | --- |
| 1               | 13  | Andreas Bakkerud | Olsbergs MSE           | 04:50.816  | 6   |
| 2               | 92  | Anton Marklund   | EKS RX                 | +1.527     | 5   |
| 3               | 7   | Manfred Stohl    | World RX Team Austria  | +4.308     | 4   |
| 4               | 15  | Reinis Nitišs    | Olsbergs MSE           | +5.765     | 3   |
| 5               | 99  | Tord Linnerud    | Volkswagen Team Sweden | +43.115    | 2   |
| 6               | 21  | Timmy Hansen     | Team Peugeot-Hansen    | +6 Vueltas | 1   |
| Reporte Oficial |     |                  |                        |            |     |

### Final
| Pos.            | No. | Piloto               | Equipo                 | Tiempo    | Pts |
| --------------- | --- | -------------------- | ---------------------- | --------- | --- |
| 1               | 13  | Andreas Bakkerud     | Olsbergs MSE           | 04:45.216 | 8   |
| 2               | 3   | Johan Kristoffersson | Volkswagen Team Sweden | +1.951    | 5   |
| 3               | 1   | Petter Solberg       | SDRX                   | +4.081    | 4   |
| 4               | 92  | Anton Marklund       | EKS RX                 | +12.874   | 3   |
| 5               | 7   | Manfred Stohl        | World RX Team Austria  | +24.021   | 2   |
| 6               | 42  | Timur Timerzyanov    | Namus OMSE             | +31.426   | 1   |
| Reporte Oficial |     |                      |                        |           |     |

## RX Lites

### Series
| Pos.            | No. | Piloto              | Equipo                              | H1  | H2   | H3  | H4  | Pts |
| --------------- | --- | ------------------- | ----------------------------------- | --- | ---- | --- | --- | --- |
| 1               | 16  | Thomas Bryntesson   | JC Raceteknik                       | 7.º | 1.º  | 1.º | 1.º | 16  |
| 2               | 71  | Kevin Hansen        | Peugeot Red Bull Hansen Junior Team | 2.º | 3.º  | 3.º | 2.º | 15  |
| 3               | 52  | Simon Olofsson      | Simon Olofsson                      | 1.º | 2.º  | 2.º | DNF | 14  |
| 4               | 39  | Kevin Eriksson      | Olsbergs MSE                        | 6.º | 4.º  | 4.º | 3.º | 13  |
| 5               | 98  | Oliver Eriksson     | Olsbergs MSE                        | 4.º | 5.º  | DNF | 4.º | 12  |
| 6               | 33  | Tejas Hirani        | Toksport WRT                        | 8.º | 8.º  | 5.º | 5.º | 11  |
| 7               | 69  | Martin Kaczmarski   | Lotto Team                          | 5.º | 6.º  | 7.º | 8.º | 10  |
| 8               | 78  | Austin Cindric      | Olsbergs MSE                        | 3.º | 9.º  | 6.º | DNF | 9   |
| 9               | 8   | Simon Wago Syversen | SET Promotion                       | 9.º | 7.º  | 9.º | 7.º | 8   |
| 10              | 99  | Joachim Hvaal       | JC Raceteknik                       | DNF | 10.º | 8.º | 6.º | 7   |
| 11              | 7   | Krzysztof Holowczyc | Lotto Team                          | DNS | DNS  | DNS | DNS | 0   |
| Reporte Oficial |     |                     |                                     |     |      |     |     |     |

### Semifinales
Semifinal 1
| Pos.            | No. | Piloto              | Equipo         | Tiempo     | Pts |
| --------------- | --- | ------------------- | -------------- | ---------- | --- |
| 1               | 52  | Simon Olofsson      | Simon Olofsson | 05:06.656  | 6   |
| 2               | 98  | Oliver Eriksson     | Olsbergs MSE   | +1.713     | 5   |
| 3               | 8   | Simon Wago Syversen | SET Promotion  | +9.439     | 4   |
| 4               | 69  | Martin Kaczmarski   | Lotto Team     | +42.255    | 3   |
| 5               | 16  | Thomas Bryntesson   | JC Raceteknik  | +3 Vueltas | 2   |
| Reporte Oficial |     |                     |                |            |     |

Semifinal 2
| Pos.            | No. | Piloto         | Equipo                              | Tiempo     | Pts |
| --------------- | --- | -------------- | ----------------------------------- | ---------- | --- |
| 1               | 39  | Kevin Eriksson | Olsbergs MSE                        | 05:01.837  | 6   |
| 2               | 71  | Kevin Hansen   | Peugeot Red Bull Hansen Junior Team | +0.247     | 5   |
| 3               | 99  | Joachim Hvaal  | JC Raceteknik                       | +10.596    | 4   |
| 4               | 78  | Austin Cindric | Olsbergs MSE                        | +40.620    | 3   |
| 5               | 33  | Tejas Hirani   | Toksport WRT                        | +3 Vueltas | 2   |
| Reporte Oficial |     |                |                                     |            |     |

### Final
| Pos.            | No. | Piloto              | Equipo                              | Tiempo     | Pts |
| --------------- | --- | ------------------- | ----------------------------------- | ---------- | --- |
| 1               | 39  | Kevin Eriksson      | Olsbergs MSE                        | 05:02.738  | 8   |
| 2               | 71  | Kevin Hansen        | Peugeot Red Bull Hansen Junior Team | +4.944     | 5   |
| 3               | 99  | Joachim Hvaal       | JC Raceteknik                       | +10.959    | 4   |
| 4               | 98  | Oliver Eriksson     | Olsbergs MSE                        | +13.207    | 3   |
| 5               | 8   | Simon Wago Syversen | SET Promotion                       | +29.882    | 2   |
| 6               | 52  | Simon Olofsson      | Simon Olofsson                      | +6 Vueltas | 1   |
| Reporte Oficial |     |                     |                                     |            |     |

## Campeonatos tras la prueba
| Pos | Piloto               | Pts | Dif |
| --- | -------------------- | --- | --- |
| 1   | Petter Solberg       | 279 |     |
| 2   | Timmy Hansen         | 253 | +26 |
| 3   | Johan Kristoffersson | 228 | +51 |
| 4   | Andreas Bakkerud     | 215 | +64 |
| 5   | Davy Jeanney         | 189 | +90 |

| Pos | Piloto            | Pts | Dif |
| --- | ----------------- | --- | --- |
| 1   | Kevin Hansen      | 178 |     |
| 2   | Kevin Eriksson    | 166 | +12 |
| 3   | Thomas Bryntesson | 160 | +18 |
| 4   | Joachim Hvaal     | 107 | +72 |
| 5   | Simon Olofsson    | 106 | +73 |

- Nota: Sólo se incluyen las cinco posiciones principales.